# Parole (Militär)
Die Parole ist, wie Losung, Gegenlosung und Feldgeschrei bzw. in Österreich Feldruf (Schlachtruf oder Geste), ein militärisches Erkennungszeichen. An ihm erkennen sich die Angehörigen desselben militärischen Verbandes gegenseitig. Dies war vor allem in früheren Zeiten entscheidend, als Kriegsleute und Soldaten noch keine Uniformen trugen (diese kamen erst ab der zweiten Hälfte des 17. Jahrhunderts auf). Doch auch später noch war die militärische Bekleidung äußerst buntscheckig, so dass Freund und Feind oft kaum voneinander zu unterscheiden waren. Erst seit dem 19. Jahrhundert nahmen Europas Heere zunehmend ein jeweils einheitliches äußeres Erscheinungsbild an, so dass die jeweilige Nation meist zweifelsfrei zu identifizieren war. Damit nahm im militärischen Alltag die Notwendigkeit verabredeter Kennwörter und Erkennungszeichen ab, verschwand aber nie ganz. Im Kriegseinsatz sind sie immer noch von Nutzen, um etwa bei schlechter Sicht zumindest schon auf Rufweite eigene Patrouillen, Vorposten usw. von eventuell sogar in Fremduniformen gekleideten Gegnern unterscheiden zu können.
Parole, Losung, Gegenlosung und Feldgeschrei bzw. Feldruf wurden bzw. werden regelmäßig gewechselt, seltener aber der nationale Schlachtruf. Im Laufe der Zeit verschwamm die begriffliche Unterscheidung zwischen Parole und Losung, so dass man beide später häufig synonym verwendete.

## Unterscheidung von Parole, Losung und Feldgeschrei
Die Handhabung der militärischen Erkennungszeichen unterschied bzw. unterscheidet sich je Nation. So war der Gebrauch einer Gegenlosung eine Einrichtung der preußischen Armee, das österreich-ungarische Heer kam ohne sie aus.
Die Parole stellt(e) die höchste Sicherheitsstufe des militärischen Passwortes dar. Sie wurde bzw. wird nur Offizieren preisgegeben, nicht aber Unteroffizieren und Mannschaften. Mitunter sind auch nur die höheren Kommandeure mit ihr vertraut. Die Nennung der Parole kann dem Auslösen zuvor geplanter militärischer Aktionen dienen, wie bspw. einem Kommandounternehmen (vgl. Überfall auf den Sender Gleiwitz, Parole „Großmutter gestorben“) oder der Aufstandsbekämpfung (vgl. Unternehmen Walküre, Parole „Walküre“).
Losung und Gegenlosung wurde bzw. wird hingegen auch an einen ausgewählten Kreis von Unteroffizieren und Mannschaften (Wachtposten) ausgegeben. Oft bestand sie aus einem Doppelwort, also Losung und Gegenlosung: Bei Annäherung eines Soldaten oder Truppenteils erfragte der Wachtposten die Gegenlosung und reagierte nach deren Erhalt mit Nennung der Losung, um sich gegenüber den Durchlass Suchenden zu autorisieren. Wer nicht oder mit der falschen Gegenlosung auf den Anruf des Wachtpostens, riskierte entweder die sofortige Verhaftung oder die Erschießung durch den Wachtposten.
Ebenfalls als Erkennungszeichen dienten Feldgeschrei oder Feldruf. Dieses konnte ein wörtliches Motto beinhalten, alternativ aber auch eine bestimmte Handbewegung oder ein vereinbarter Laut, wie etwa Zungenschnalzen. Im Gegensatz zu Parolen und Losungen war das Feldgeschrei jedem Soldaten bekannt und konnte daher auch von einzelnen Soldaten und kleinen Gruppen verlangt werden.

## Wortherkunft
Parole wurde in der Bedeutung „Wort, Rede“ bereits im Mittelhochdeutschen aus dem Französischen entlehnt. Im 17. Jahrhundert kam es zu einer zweiten Entlehnung innerhalb der Militärsprache. Französisch parole geht zurück auf lateinisch parabola und griechisch parabállein (siehe auch Parabel).
Losung ist seit dem 15. Jahrhundert in diesem Sinne bezeugt. Es ist eine Wortbildung zu Los und hatte im Mittelhochdeutschen noch die Bedeutung „Werfen von Losen“.